# Shurandy Sambo
Shurandy Ruggerio Sambo (Geldrop, 19 augustus 2001) is een Nederlands voetballer van Curaçaose afkomst die als verdediger actief is en onder contract staat bij Burnley. Na afloop van het seizoen 2023/24 vertrok hij transfervrij van PSV naar de club in de Championship in Engeland.

## Carrière
Shurandy Sambo speelde in de jeugd van SV Braakhuizen en PSV. In de winterstop van het seizoen 2019/20 maakte hij de overstap naar Jong PSV. Hij debuteerde voor dit team in de Eerste divisie op 13 januari 2020, in de met 0-0 gelijkgespeelde thuiswedstrijd tegen Jong Ajax.
In het seizoen 2020/21 speelde Sambo 35 wedstrijden voor Jong PSV. Hij debuteerde voor het eerste elftal in de laatste speelronde van de Eredivisie op 16 mei 2021 in de uitwedstrijd tegen FC Utrecht. Hij verving in de 77e minuut Armando Obispo. In het seizoen 2022/23 werd hij verhuurd aan Sparta Rotterdam. Bij Sparta Rotterdam speelde Sambo alle Eredivisie-wedstrijden en twee KNVB Beker wedstrijden, Sambo scoorde twee keer en kreeg net zo vaak de rode kaart. Na dit seizoen keerde Sambo terug bij PSV, waar hij het seizoen 2023/24 14 wedstrijden in de hoofdmacht speelde, voornamelijk als invaller. Na dit seizoen vertrok Sambo naar Burnley, uitkomend in de Championship. Op 24 augustus 2024 debuteerde Sambo voor deze Club in een met 1-0 verloren Championship- wedstrijd tegen Sunderland, in zijn eerste seizoen kwam hij tot twee wedstrijden voor de club. Burnley promoveerde dat seizoen naar de Premier League door tweede in de competitie te worden.

### Statistieken
| Seizoen                        | Club           | Land           | Competitie     | Competitie | Competitie | Beker | Beker | Totaal | Totaal |
| Seizoen                        | Club           | Land           | Competitie     | Wed.       | Dlp.       | Wed.  | Dlp.  | Wed.   | Dlp.   |
| ------------------------------ | -------------- | -------------- | -------------- | ---------- | ---------- | ----- | ----- | ------ | ------ |
| 2019/20                        | Jong PSV       | Nederland      | Eerste divisie | 8          | 0          | –     | –     | 8      | 0      |
| 2020/21                        | Jong PSV       | Nederland      | Eerste divisie | 35         | 6          | —     | —     | 35     | 6      |
| 2021/22                        | Jong PSV       | Nederland      | Eerste divisie | 1          | 0          | —     | —     | 1      | 0      |
| 2023/24                        | Jong PSV       | Nederland      | Eerste divisie | 1          | 0          | —     | —     | 1      | 0      |
| Carrièretotaal                 | Carrièretotaal | Carrièretotaal | Carrièretotaal | 45         | 6          | 0     | 0     | 45     | 6      |
| Bijgewerkt op 26 februari 2024 |                |                |                |            |            |       |       |        |        |

| Seizoen                       | Club               | Land           | Competitie     | Competitie | Competitie | Beker | Beker | internationaal | internationaal | Overig | Overig | Totaal | Totaal |
| Seizoen                       | Club               | Land           | Competitie     | Wed.       | Dlp.       | Wed.  | Dlp.  | Wed.           | Dlp.           | Wed.   | Dlp.   | Wed.   | Dlp.   |
| ----------------------------- | ------------------ | -------------- | -------------- | ---------- | ---------- | ----- | ----- | -------------- | -------------- | ------ | ------ | ------ | ------ |
| 2020/21                       | PSV                | Nederland      | Eredivisie     | 1          | 0          | 0     | 0     | 0              | 0              | 0      | 0      | 1      | 0      |
| 2021/22                       | PSV                | Nederland      | Eredivisie     | 0          | 0          | 0     | 0     | 0              | 0              | 0      | 0      | 0      | 0      |
| 2022/23                       | → Sparta Rotterdam | Nederland      | Eredivisie     | 30         | 2          | 2     | 0     | –              | –              | 4      | 0      | 36     | 2      |
| 2023/24                       | PSV                | Nederland      | Eredivisie     | 11         | 0          | 0     | 0     | 3              | 0              | 0      | 0      | 14     | 0      |
| 2024/25                       | Burnley            | Engeland       | Championship   | 1          | 0          | 1     | 0     | –              | –              | 0      | 0      | 2      | 0      |
| Carrièretotaal                | Carrièretotaal     | Carrièretotaal | Carrièretotaal | 43         | 2          | 2     | 0     | 3              | 0              | 4      | 0      | 53     | 2      |
| Bijgewerkt op 9 augustus 2025 |                    |                |                |            |            |       |       |                |                |        |        |        |        |

## Erelijst
| Competitie           | Aantal | Jaren   |
| PSV                  | PSV    | PSV     |
| -------------------- | ------ | ------- |
| Eredivisie           | 1x     | 2023/24 |
| Johan Cruijff Schaal | 1x     | 2023    |